# Bet Islet
Bet Islet är en ö i Torres sund Australien. Den ligger i delstaten Queensland, omkring 2 200 kilometer nordväst om delstatshuvudstaden Brisbane. Arean är 0,19 kvadratkilometer. Ön ligger på den västra delen av ett korallrev, Bet Reef. Den sträcker sig 0,4 kilometer i nord-sydlig riktning, och 1,0 kilometer i öst-västlig riktning.